# Andrew Young

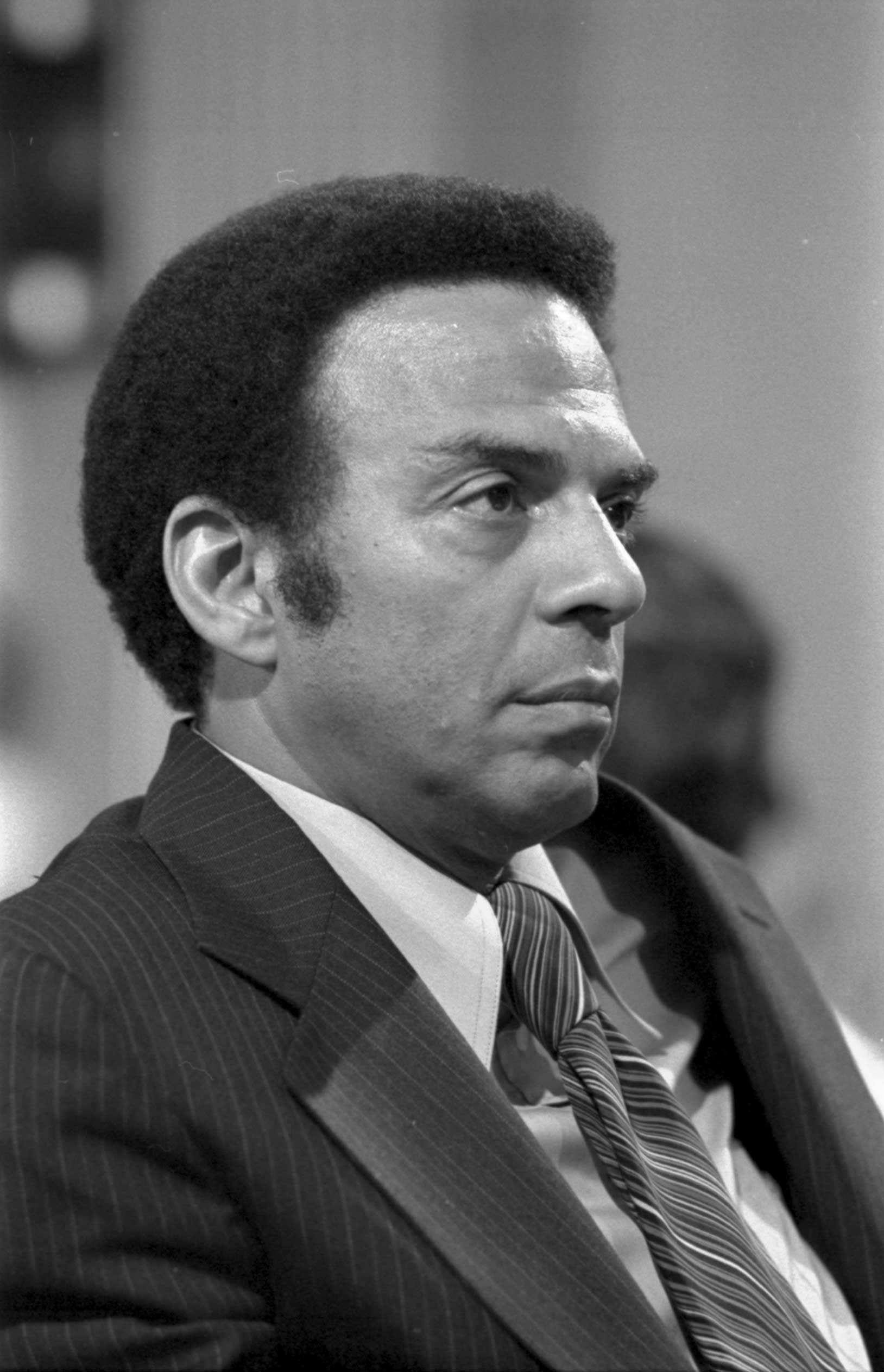
Andrew Young (1977)

Andrew Jackson Young (New Orleans, 12 maart 1932) is een Amerikaanse politicus, diplomaat en pastor. Young was burgemeester van Atlanta, Amerikaans ambassadeur bij de Verenigde Naties en hij zat in het Congres voor Georgia's 5e congresdistrict. Ook was hij secretaris en vriend van Martin Luther King.
De "Andrew Young School of Policy Studies" op de Georgia State University in Atlanta is naar hem vernoemd. Een straat in Atlanta vlak bij het "Centennial Olympic Park", voorheen genaamd International Boulevard, is hernoemd naar Andrew Young International Boulevard ter ere van zijn inspanningen om de Olympische Spelen naar Atlanta te brengen.

## Jeugd
Andrew Young werd geboren als zoon van de lerares Daisy Fuller Young en tandarts Andrew Jackson Young senior. Zijn vader huurde een professionele bokser in om Andrew en zijn broer te leren vechten, zodat ze zichzelf konden verdedigen. Het resultaat was niet wat hij verwacht had; Andrew besloot dat geweld niet bij hem paste.

## Opleiding
Nadat hij zijn vervolgopleiding begon aan de Dillard University ging hij naar de Howard University in Washington D.C. in 1947. Daar ontving hij in 1951 een Academische graad als "Bachelor of Science in pre-dentistry". Hij was oorspronkelijk van plan om zijn vaders carrière te volgen als tandarts, maar toen voelde hij een religieuze roeping. Hij werd lid van de "Turner-Boatright Christian ministry school" en behaalde in 1955 de graad "Bachelor of Divinity" van Hartford Seminary in Hartford, Connecticut. Young is lid van de eerste landelijke studentenvereniging voor Afro-Amerikaanse studenten, met de daarvoor karakteristieke afkorting in Griekse letters, Alpha Phi Alpha;
Op 1 april 2008 kreeg Young een "Honorary Doctorate of Humane Letters", honoris causa van het Bridgewater College in het "Carter Center for Worship and Music" geleid door Bridgewater President Phillip C. Stone.
Young was aangesteld om als pastor te dienen in een kleine kerk in Marion, Alabama. Daar ontmoette hij Jean Childs, met wie hij in 1954 trouwde. In 1957 werd Andrew gevraagd voor de jeugdafdeling van "The National Council of Churches" in New York. Hij produceerde een televisieprogramma voor de jeugd genaamd "Look up and Live", en reisde door de Verenigde Staten en naar Genève voor bijeenkomsten van de Wereldraad van Kerken,
In Marion begon Young met het bestuderen van de geschriften van Mahatma Gandhi. Hij raakte geïnteresseerd om Gandhi's concept van geweldloos verzet als tactiek om sociale veranderingen te bewerkstelligen. Hij moedigde Afro-Amerikanen aan om zich te registreren om te stemmen in Alabama, en ontving daar soms doodsbedreigingen voor. In deze periode werd hij een vriend en medestander van Dr. Martin Luther King, Jr.
In 1957 verhuisde Young naar New York om een baan te accepteren bij de "National Council of Churches". Echter, toen de Afro-Amerikaanse burgerrechtenbeweging op gang raakte, besloot Young dat hij meer op zijn plek was in het zuiden van de Verenigde Staten. Hij verhuisde naar Atlanta in Georgia en spande zich opnieuw in om Afro-Amerikanen te overtuigen om te stemmen. In 1960 werd hij lid van de "Southern Christian Leadership Conference". Young werd naar de gevangenis gestuurd voor zijn deelname aan demonstraties voor burgerrechten, zowel in Selma (Alabama) als in St. Augustine in Florida. Young speelde een sleutelrol in de gebeurtenissen in Birmingham, Alabama, toen hij dienstdeed als mediator tussen de witte en zwarte gemeenschappen tijdens de Birmingham campaign.
In 1964 werd Young benoemd tot uitvoerend directeur van de "Southern Christian Leadership Conference" (SCLC), opgericht door Martin Luther King Jr., en werd hij in die hoedanigheid een van Dr. Kings voornaamste medewerkers. Als collega en vriend van Martin Luther King Jr. was hij een invloedrijk strateeg en onderhandelaar tijdens de burgerrechten campagne in Birmingham (1963) en in Selma (1965) die resulteerde in het aangenomen worden van de "Civil Rights Act" en de "Voting Rights Act". Hij was in 1968 samen met King in Memphis, toen King vermoord werd.

## Carrière in het Amerikaanse Congres
In 1970 stelde Andrew Young zich als Democraat uit Georgia verkiesbaar voor het Amerikaanse Congres; maar hij werd niet verkozen. Daarna stelde Fred C. Bennette, Jr. hem voor aan Murray M. Silver, Esq. die hem hielp met het financieren van zijn campagne. Zo werden er concerten gegeven met artiesten als Harry Belafonte en Bill Withers. In 1972 probeerde Young het opnieuw en ditmaal werd hij gekozen. In 1974 en 1976 werd hij herkozen.

Tijdens de meer dan 4 jaar dat hij in het Congres zat, was hij lid van de Congressional Black Caucus (een organisatie die de Afro-Amerikaanse leden van het Amerikaans Congres vertegenwoordigt) en was hij betrokken bij verschillende debatten betreffende internationale betrekkingen, waaronder de beslissing om te stoppen met het steunen van de Portugese pogingen om hun koloniën in Zuid-Afrika te behouden. Young zat ook in het "Rules committee" en "the Banking and Urban Development committee". Andrew was tegen de oorlog in Vietnam, keurde een wet goed die een "United States Institute of Peace" creëerde, lobbyde voor het Chattahoochee River National Park en onderhandelde over subsidie van de federale overheid voor de "Metropolitan Atlanta Rapid Transit Authority" (MARTA) en snelwegen in Atlanta.

## Ambassadeur bij de Verenigde Naties

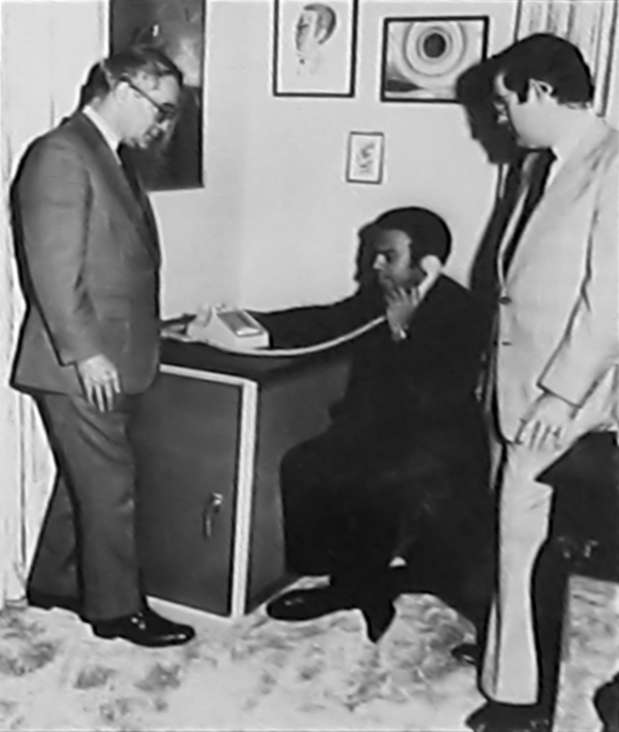
Ambassador Young, bellend vanaf New York op een beveiligde telefoonverbinding tijdens vredesbesprekingen tussen Israël en Egypte

In 1977 kwamen de Democraten in Washington aan de regering. Direct stelde de nieuwe president Jimmy Carter Andrew Young aan als ambassadeur bij de Verenigde Naties. Dit was de hoogste regeringsfunctie ooit door een zwarte Amerikaan vervuld. Young werd een icoon van de nieuwe bewegingen in de VS, die streefden naar vrede en toenadering zochten tot de derde wereld.
Youngs controversiële uitlatingen maakten bijna vanaf het begin krantenkoppen. In augustus 1979 verscheen hij op het televisieprogramma "Meet the Press" van NBC en zei dat Israël "koppig en compromisloos" is.
Young ontmoette in het geheim vertegenwoordigers van de PLO en dat was verboden volgens de Amerikaanse wet, wat erop uitdraaide dat Carter vroeg om Youngs aftreden. Jimmy Carter ontkende betrokken en/of medeplichtig te zijn aan deze affaire.
Als ambassadeur voor de Verenigde Naties heeft Young een leidende rol gehad in het bespoedigen van een overeenkomst in Zimbabwe met Robert Mugabe en Joshua Nkomo.

## Burgemeester van Atlanta
In 1981 werd Young verkozen tot burgemeester van Atlanta, als opvolger van Maynard Jackson.
Hij beweerde achteraf dat hij, in de acht jaar dat hij burgemeester was van Atlanta, heeft bijgedragen aan het binnenhalen van 70.000.000.000 Amerikaanse dollars aan nieuwe investeringen in die regio (overheidsinvesteringen niet meegerekend), waaronder de Olympische Spelen van 1996. Hij bouwde voort op Maynard Jacksons programma's bedoeld voor het opnemen van bedrijven van minderheden en vrouwen in alle contracten van de stad.
In 1985 werd Young herkozen als burgemeester met meer dan 80% van de stemmen.

## Burgerleven
In 1990 probeerde Young gouverneur van Georgia te worden, maar hij verloor in de voorverkiezingen van de Democratische partij van Zell Miller. Terwijl hij campagne voerde om verkozen te worden was hij tegelijkertijd mede-voorzitter van een comité dat, op dat moment, probeerde om de Olympische Zomerspelen van 1996 naar Atlanta te halen. Het Internationaal Olympisch Comité stemde met 51 tegen 35 stemmen voor het plan om de Olympische Zomerspelen van 1996 in Atlanta te houden.
Op 24 maart 1996 trouwde hij opnieuw, met Carolyn Young. In datzelfde jaar schreef Young: "A Way Out of No Way: The Spiritual Memoirs of Andrew Young", gepubliceerd door Thomas Nelson.
In 2005 werd ter ere van de 40e verjaardag van de "Voting Rights Act" uit 1965 door Andrew Young, William Wachtel and Norman Ornstein een los van de politieke partijen staande groep genaamd "Why Tuesday?" opgericht om te proberen de participatie van kiezers te vergroten.
Young is mede-voorzitter van Good Works International, een consultancybedrijf in Atlanta met als credo: "We do well by doing good" dat "internationale markttoegang en politieke risico-analyses aanbiedt in de opkomende economieën van Afrika en de Caraïben".
Nike is Good Works' bekendste klant. In de late jaren 90, op het hoogtepunt van de ophef over de arbeidsomstandigheden bij het bedrijf, leidde Young een delegatie die verslag uitbracht van Nikes werkzaamheden in Vietnam.
Anti-sweatshop-activisten beschouwden het rapport als reputatiewassen en uitten bezorgdheid over dat Nike Youngs achtergrond als burgerrechtenactivist gebruikte om Nikes bedrijfsimago te verbeteren.